# Гуцуляк Борис Володимирович
Борис Гуцуляк (2 лютого 1943, м. Снятин — 26 серпня 2009, там само) — український скульптор, яскравий представник ливарного мистецтва, митець-постмодерніст

## Життєпис
Народився 2 лютого 1943 року в м. Снятині в інтелігентній родині Володимира Гуцуляка, інспектора районного відділу освіти, вчителя (випускника Краківського університету), збирача фольклору, фотографа-аматора та Марії Гуцуляк — вчительки праці, талановитої рукодільниці-вишивальниці, яка створювала оригінальні авторські візерунки.
Після закінчення Снятинської середньої школи ім. В. Стефаника — служба на північному флоті. 1966 року вступив на технологічний факультет Львівського лісотехнічного інституту. У сімдесятих роках ХХ століття зацікавився сучасним європейським та світовим мистецтвом, зокрема пластикою. Перші скульптурні роботи були зроблені з дерева. Згодом митець працював із бронзою, мармуром, латунню. Свої великі за обсягом та доволі важкі роботи скромно і грайливо називав «за́бавками».
Борис Гуцуляк мав добру фізичну форму, захоплювався спортом, зокрема культуризмом, популяризуючи культ здорового і красивого тіла з відповідним духом. Грав у гандбол за збірну району.

## Мистецькі починання
Борис Гуцуляк з'явився на сучасному мистецькому видноколі в період вибуху нової творчої активності 70—90-х років, епохи несподіваних і дивних форм, ідей та експериментів, поєднань різнорідних видів мистецьких форм і напрямів, часто контраверсійних пластик. У 1989 та 1991 роках митець брав участь у першому та другому бієнале «Імпреза» у місті Івано-Франківську — міжнародній виставці творів сучасного мистецтва. Пізніше був учасником колективних виставок у залі Спілки художників у Івано-Франківську. Митець-аматор (спеціальної освіти не здобув) самотужки та за допомогою колег студіював історію мистецтва ХХ ст. й упевнено втілював постулати модернізму в пластиці. Від кубізму, експресіонізму й до сюрреалізму та абстракції, прийомів, що вміло переплавлялися в його творчості. Його образно-філософські твори опубліковані в різноманітних закордонних мистецьких каталогах, зокрема в Бельгії, Німеччині.
Окремою сторінкою творчості Б. Гуцуляка є створення фотоколажів (за технічного сприяння фотохудожника Яреми Проціва), в яких проявилося почуття гумору скульптора. Розміщення в одній площині різних сюжетів, ідей скульптора або фрагментів його робіт із гламурним тлом, переважно природним середовищем, зіставлення з додатковими деталями, інколи фото власного обличчя створили легкий, барвистий, іронічно-грайливий ілюстративний світ фантазій. Фотографія стає документом утопічної діяльності митця, спробою зафіксувати життєвий потік у вигляді фрагментів сенсу, поетичним зверненням у майбутнє.
Перебуваючи перед своєю кончиною на лікуванні у обласній лікарні, виготовив прощальний колаж-епітафію з такими словами: «Оскалами скриків „забавок“ душа Бориса торкнулась астральних світів. Дотик пам'яті».
Помер 26 серпня 2009 року. Похований на снятинському цвинтарі.

## Найвідоміші роботи
«Крізь терни до зірок». «Спалах жінки». «Три долі». «Красуні». «Очікування». «У кожного своя муза». «Фантоми пам'яті (Венера)». «Прикутий Самсон». «Данте». «Дон Кіхот». «Шевченко». «Сходи життя». «Горе і Радість». «Погляд з минулого». «З глибин життя». «Близнюки». «Танок». «Молитва». «Прагнення». «Лісовик». «Чугайстр». «Ген самоти». «У пошуках загубленого часу». «Шлях на Голгофу». «Фатум часу». «Лоно часу»… Усього у доробку майстра близько ста робіт. Більшість із них знаходяться у будинку, де жив і творив Борис Гуцуляк.

## Популяризація творчості та вшанування пам'яті
Про Бориса Гуцуляка відзняті художні та документальні фільми. У вісімдесятих роках ХХ ст. поет Павло Федюрко став ініціатором створення першого фільму про снятинського скульптора-велетня — «К высокой мисли прикоснись» (Укртелефільм, 1985), який переміг на Мінському кінофестивалі. Також із творчістю митця можна ознайомитися у кіножурналі «Україна сьогодні», № 8, квітень 1989 р., телефільмі «IMPREZA-91» (Іван Вовк, редакція художніх програм, Івано-Франківськ, 1991), телепередачі «Діалоги» (Василь Герасим'юк, ДТРК «Культура», 2013). 2015-го на 5 каналі письменник і журналіст Олег Криштопа розповів про снятинського митця у програмі «Машина часу».
У 2017 році завдяки програмі Снятинської районної ради «Книговидання» та співфінансуванню Снятинської міської ради вийшла книга-альбом «Борис Гуцуляк. Великий скарб маленького міста» (Друк Арт, Чернівці), у якій надруковано роботи скульптора. Книга має два розділи — «Скульптура»(бронза і мармур) та «Колажі» — сюрреалістичні фотофантазії Бориса Гуцуляка у співпраці з фотохудожником Яремою Процівим. Книжку супроводжують спогади Володимира Чипиги, Ярослава Семелюка, Тетяни Вовк; есеї Юрія Андруховича, Василя Добрянського, Тараса Прохаська, Володимира Єшкілєва, Івана Ципердюка. До низки скульптурних робіт Бориса Гуцуляка написані віршові асоціативні вірші Володимира Чипиги.
У Снятині, де художник жив і творив, місцева влада планує облаштувати музей творчості з роботами майстра, що, безперечно, стане однією з привабливих мистецьких та туристичних атракцій старовинного покутського містечка.

## Вислови, цитати про Бориса Гуцуляка
Якби наслідком усіх катастроф середини минулого століття модернізм у Галичині все-таки вижив, то Борис Гуцуляк був би «одним із». А так він просто один. Його стиль гедоністичний, ніби якісний дорогий коньяк, і в той же час занепадницький, ніби палений абсент… Юрій Андрухович
Борис Гуцуляк не прийшов у мистецтво. Він настав у мистецтві. Настав у добу нових кочовиків, як настає ребрата брила посеред повені та водопілля… Інсталяції Гуцуляка парадоксально графічні, немов штриховані ескізи нерозгорнутих світів…  Володимир Єшкілєв